# Dark Floors
Dark Floors - The Lordi Motion Picture é um filme finlandês de horror. O filme foi lançado em fevereiro de 2008 e terá todos os membros da banda Lordi atuando como monstros. Mr. Lordi trabalhou ativamente na produção do filme, projetando o logo e até uma música nova da banda para os créditos finais: Beast Loose in Paradise.

## Sinopse
Preocupado com a saúde de sua filha autista, o seu pai vê como única opção tira-la à força do hospital. Uma avaria no elevador previne a saída discreta ficando presos com outras pessoas. O incidente é só o começo de uma descida a um pesadelo. Assim que as portas se abrem, o hospital parece misteriosamente deserto. Quando corpos mutilados são encontrados, criaturas das trevas começam um horripilante ataque. E logo torna-se claro que a sobrevivência do grupo pode depender unicamente da pequena.

## Elenco
- Skye Bennett: Sarah
- Philip Bretherton: Walter
- William Hope: Jon
- Ronald Pickup: Tobias
- Leon Herbert: Rick
- Lordi: Atuando como eles mesmos

## Cast
- Diretor: Pete Riski
- Roteiro: Pekka Lehtosaari
- Ideia Original: Mr. Lordi, Pete Riski
- Fotografia: Jean-Noel Mustonen
- Design dos Sets: Tiina Anttila
- Figurino: Tiina Anttila
- Maquiagem: Mari Vaalasranta
- Som: Jyrki Rahkonen
- Produção: Markus Selin
- Companhia de produção: Solar Films / Nordisk Film